# Sugia
Sugia is een geslacht van vlinders van de familie van de uilen (Noctuidae).

## Soorten
- S. elaeostygia (Sugi, 1982)
- S. idiostygia (Sugi, 1958)
- S. rufa Ueda, 1987
- S. stygia (Butler, 1878)
- S. stygiodes (Sugi, 1958)

### Status onduidelijk
- S. erastroides Draudt, 1950